# Kedi

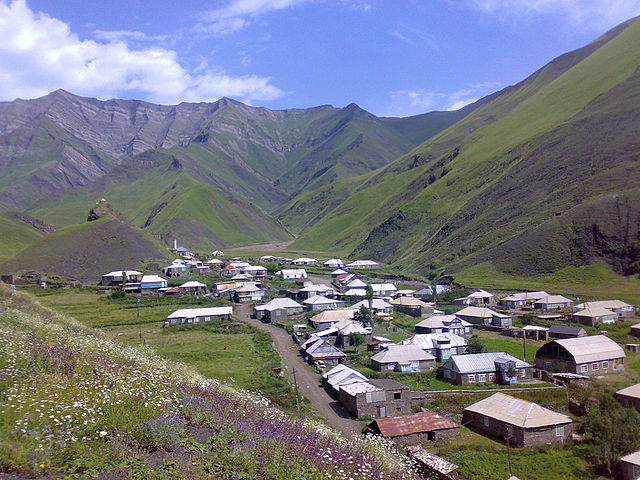
Blick auf Kedi

Kedi (russisch Кеди́ und awarisch Къеди́) ist ein Dorf (selo) in der Republik Dagestan in Russland mit 738 Einwohnern (Stand 14. Oktober 2010).
Das Dorf gehört zum Rajon Zumadinski und liegt etwa 13 km Luftlinie westlich des Rajonverwaltungszentrums Agwali unweit der Grenze zu Tschetschenien, in Tal des Sassitlitschai, eines linken Zuflusses des Andijskoje Koisu. Kedi ist einzige Ortschaft der Landgemeinde (selskoje posselenije) Selo Kedi. Fast zwei Drittel der Einwohner gehören der Ethnie der Awaren an.

## Bevölkerung
Es gibt eine natürliche Zunahme der Bevölkerung, was die Zahl der Kinder im Vorschulalter bestätigt (nach eigenen Angaben über 70, Anwohner klagen oft über das Fehlen eines Kindergartens).
Nationale Zusammensetzung
Die Bevölkerung des Dorfes besteht aus Awaren, die sich zur Religion Islam der sunnitischen Überzeugung bekennen.

## Geschichte
Das Dorf Kedi hat eine reiche Geschichte, die eng mit der Geschichte des alten Khunzakh verflochten ist. Das Gebiet, in dem sich Kedi befindet, wird normalerweise "Unkratl" genannt und liegt an der Kreuzung der modernen Grenzen von Georgien, Tschetschenien und Dagestan. Unkratl besteht aus den Ländereien der Dörfer Kedi, Sasitli, Sildi, Gakko, Metrada, Lower Khvarshini, Upper Khvarshini, Tsikhalakh und Khushet, und nach zahlreichen historischen Daten und lokalen Legenden zu urteilen, hat Kedi immer den führenden Platz unter diesen neun Dörfern eingenommen. Der Ort, an dem sich dieses Dorf befindet, gilt als der schönste und bequemste Ort zum Leben. Dies ist wahrscheinlich der Grund, warum die Mitglieder des Khan-Hauses von Khunzakh, die einst von Khunzakh hierher gezogen waren, diese Ebene inmitten der hohen Berge mit alpinen Wiesen und bequemen Verbindungswegen mit nahen und fernen Ecken des kaukasischen Gebirges als ihr Land wählten Wohnort. Fleisch, Käse und Butter aus Kedi waren schon immer im ganzen Distrikt berühmt, durch die Berge und Schluchten dieses Dorfes verlief eine alte Straße, die Khunzakh mit dem gebirgigen Teil Tschetscheniens verband, das lange Zeit unter seiner Herrschaft stand. Von den Ufern des Chanty-Argun und Sharo-Argun führte entlang des Verlaufs von Khasheldoyakhk eine Vieh- und Karawanenstraße über den Yagodak-Pass (2952 m) nach Dagestan. Bereits in der zweiten Hälfte des 9. Jahrhunderts gab es, wie Ibn Rusta berichtet, eine Straße, die durch das Gebiet des modernen Tschetscheniens und Inguschetiens führte, entlang der die Kommunikation zwischen Avaria und Alania durchgeführt wurde. Wie aus dem Text von al-Masudi hervorgeht, gab es um 943 zwischen den im bergigen Khunzakh sitzenden Herrschern und den Königen von Alania, die sich übrigens vom 8. Jahrhundert bis 932 zur Orthodoxie bekannten, „Ehebande“. , da jeder von ihnen die Schwester eines anderen heiratete.
Die Bevölkerung von Kedi und anderen Dörfern von Unkratlya ist in Sprache, materieller und spiritueller Kultur praktisch identisch mit den klassischen Awaren.